# 春擬き
「春擬き」（はるもどき）は、やなぎなぎの楽曲。10枚目のシングルとして2015年6月3日にNBCユニバーサルから発売された。
本曲は、テレビアニメ『やはり俺の青春ラブコメはまちがっている。続』のオープニングテーマに起用された。

## 収録内容
| 全作詞: やなぎなぎ。 |                              |            |            |                      |      |
| #                    | タイトル                     | 作詞       | 作曲・編曲 | ストリングスアレンジ | 時間 |
| 1.                   | 「春擬き」                   | やなぎなぎ | 北川勝利   | 牧野洋司             | 4:30 |
| 2.                   | 「鱗翅目標本」               | やなぎなぎ | やなぎなぎ |                      | 3:49 |
| 3.                   | 「春擬き」(instrumental)     | やなぎなぎ |            |                      | 4:29 |
| 4.                   | 「鱗翅目標本」(instrumental) | やなぎなぎ |            |                      | 3:48 |
| 合計時間:            | 合計時間:                    | 合計時間:  | 合計時間:  | 16:36                |      |

| #  | タイトル                             | 作詞 | 作曲・編曲 |
| -- | ------------------------------------ | ---- | ---------- |
| 1. | 「春擬き」(Music Video)              |      |            |
| 2. | 「春擬き」(Music Video -short ver.-) |      |            |

## カバー
- Pastel*Palettes［丸山彩（前島亜美）］ - 2019年5月31日にゲーム『バンドリ! ガールズバンドパーティ!』に追加収録[4]。2021年2月24日発売のアルバム『バンドリ！ ガールズバンドパーティ！ カバーコレクション Vol.5』でCD初収録[5]。
- 東山奈央 - アルバム『Special Thanks!』に収録[6]。